# Tre storie
Tre storie è un film del 1998 diretto da Piergiorgio Gay e Roberto San Pietro.